# Seelsorgebereiche und Pfarrkirchen im Stadtdekanat Bonn
Aufgeführt sind die Seelsorgebereiche und Pfarrkirchen sowie Filialkirchen im Stadtdekanat Bonn im Pastoralbezirk Süd im Erzbistum Köln.
| Seelsorgebereich                                     | Pfarrkirche                                            | Filialkirchen | ehemaliges Dekanat |
| ---------------------------------------------------- | ------------------------------------------------------ | --- | ------------------ |
| Am Ennert                                            | St. Adelheid, Pützchen                                 | | Bonn-Beuel         |
| Am Ennert                                            | St. Antonius, Holtorf                                  | | Bonn-Beuel         |
| Am Ennert                                            | Christ König, Holzlar                                  | | Bonn-Beuel         |
| An Rhein und Sieg                                    | St. Joseph, Geislar                                    | | Bonn-Beuel         |
| An Rhein und Sieg                                    | St. Josef und Paulus, Beuel                            | St. Paulus, Beuel-Ost | Bonn-Beuel         |
| An Rhein und Sieg                                    | St. Maria und St. Clemens, Schwarzrheindorf            | | Bonn-Beuel         |
| An Rhein und Sieg                                    | St. Peter, Vilich                                      | St. Maria Königin, Vilich-Müldorf | Bonn-Beuel         |
| Bad Godesberg                                        | St. Andreas, Hochkreuz                                 | St. Evergislus, Plittersdorf; Heilig Kreuz, Hochkreuz; Herz Jesu, Villenviertel; St. Hildegard, Rüngsdorf                                                                 | Bonn-Bad Godesberg |
| Bad Godesberg                                        | St. Marien, Alt-Godesberg                              | St. Augustinus; Markuskapelle; Michaelskapelle; St.-Sebastianus-Kapelle; St. Servatius                                                                                    | Bonn-Bad Godesberg |
| Bad Godesberg                                        | St. Martin, Muffendorf                                 | St. Albertus Magnus, Pennenfeld; Frieden Christi, Heiderhof; Herz Jesu, Lannesdorf; Alt St. Martin, Muffendorf; St. Severin, Mehlem; Unbefleckte Empfängnis, Rolandswerth | Bonn-Bad Godesberg |
| Bonn-Melbtal                                         | St. Barbara, Ippendorf                                 | | Bonn-Mitte/Süd     |
| Bonn-Melbtal                                         | Heilig Geist, Venusberg                                | | Bonn-Mitte/Süd     |
| Bonn-Melbtal                                         | St. Sebastian, Poppelsdorf                             | | Bonn-Mitte/Süd     |
| Bonn-Süd                                             | St. Elisabeth, Südstadt                                | | Bonn-Mitte/Süd     |
| Bonn-Süd                                             | St. Nikolaus, Kessenich                                | Alt-St. Nikolaus | Bonn-Mitte/Süd     |
| Bonn-Süd                                             | St. Quirinus, Dottendorf                               | | Bonn-Mitte/Süd     |
| Bonn-Süd                                             | St. Winfried, Gronau                                   | | Bonn-Mitte/Süd     |
| Bonn - Zwischen Rhein und Ennert                     | St. Cäcilia, Oberkassel                                | | Bonn-Beuel         |
| Bonn - Zwischen Rhein und Ennert                     | St. Gallus, Küdinghoven                                | | Bonn-Beuel         |
| Bonn - Zwischen Rhein und Ennert                     | Heilig Kreuz, Limperich                                | | Bonn-Beuel         |
| Pfarrei St. Maria Magdalena und Christi Auferstehung | St. Maria Magdalena, Endenich                          | Christi Auferstehung, Röttgen; St. Hubertus-Kapelle, Ückesdorf; Kreuzbergkirche; St. Michael; St. Peter, Lengsdorf; St. Venantius, Röttgen                                | Bonn-Nord          |
| Pfarrei St. Martin                                   | Bonner Münster - St. Martin, Innenstadt                | St. Remigius | Bonn-Mitte/Süd     |
| Pfarrei St. Petrus                                   | Stiftskirche St. Johann Baptist und Petrus, Innenstadt | St. Franziskus, Nordstadt; St. Helena; St. Joseph, St. Marien | Bonn-Mitte/Süd     |
| Pfarrei St. Rochus und Augustinus                    | St. Rochus, Duisdorf                                   | St. Augustinus, Duisdorf; St. Edith Stein, Brüser Berg | Bonn-Nord          |
| Pfarrei St. Thomas Morus                             | St. Thomas Morus, Tannenbusch                          | St. Aegidius, Buschdorf; St. Antonius, Dransdorf; St. Bernhard, Auerberg; St. Hedwig; St. Laurentius, Lessenich; St. Margareta, Graurheindorf; St. Paulus, Tannenbusch    | Bonn-Nord          |